# 7756 Scientia
A 7756 Scientia (ideiglenes jelöléssel 1990 FR1) a Naprendszer kisbolygóövében található aszteroida. Carolyn S. Shoemaker és Eugene Merle Shoemaker fedezte fel 1990. március 27-én.